# Ostfriesisches Milchschaf
Das Ostfriesische Milchschaf ist ein sehr anpassungsfähiges und widerstandsfähiges, in Ostfriesland gezüchtetes Schaf.

## Beschreibung
Diese Schafrasse ist durch die Zucht als Dreinutzungsrasse gerade für kleine Höfe geeignet. In größeren Beständen ist es eher selten. Es sind drei Farbschläge bekannt: weiß, schwarz und gescheckt. Der weiße Farbschlag ist mit Abstand am weitesten verbreitet. Es ist fast die einzige rentable Art in der deutschen Milchschafhaltung und hat sich inzwischen auch im deutschen Binnenland bewährt. Die Hauptverbreitungsgebiete in Deutschland sind Sachsen und Niedersachsen, wo geschätzt insgesamt rund 20.000 Milchschafe der Rassen Ostfriesisches Milchschaf und Lacaune gehalten werden, ein „Großteil davon unter den Bedingungen des Ökologischen Landbaus“. Das Ostfriesische Milchschaf ist eine der weltweit verbreitetsten Milchschafrassen.
Es ist ein großrahmiges Schaf mit leicht ramsnasigem hornlosem Kopf. Das Euter sollte vorn, hinten und seitlich fest aufgehängt und damit sowohl zum Saugen der Lämmer als auch zum Hand- und Maschinenmelken geeignet sein. Der Euterboden sollte mindestens drei Finger breit über dem Sprunggelenk sein. Die Leistungsmerkmale des Ostfriesischen Milchschafes sind mit den „3 F“ zusammengefasst: Frohwüchsigkeit, Frühreife, Fruchtbarkeit. Im Alter von sechs bis sieben Monaten sollten die Jungschafe ihre Zuchtreife erreicht haben, damit sie im Alter von einem Jahr ihre ersten Lämmer zur Welt bringen können. Während der ersten 12 Lebenswochen sollten die Lämmer eine Zunahme von 300 bis 400 Gramm pro Tag erreichen. Die durchschnittlichen Ablammrate liegt bei 200 Prozent pro Jahr, der Fleischertrag bei 40 kg (Lamm) bzw. 47 kg (Altschaf).
Das weibliche Ostfriesische Milchschaf erreicht ein Lebendgewicht von 70 bis 100 Kilogramm. Es liefert jährlich ca. 4 bis 5,5 Kilogramm weiße, halbfeine, lange Wolle und durchschnittlich 300 bis 600 Kilogramm Milch pro 240-bis-300-Tage-Laktation mit einem Fettgehalt von 5 bis 7 %, einem Eiweißgehalt von 4 bis 6 % und 16 Prozent Trockensubstanzgehalt, aus der hauptsächlich Milchspeisen, Butter und Käse hergestellt werden. Die Schafsmilch ist aus ernährungsphysiologischer Sicht eine sehr gute Ergänzung der menschlichen Ernährung. Durch ihren hohen Eiweiß- und Fettgehalt stehen dem Menschen hochverdauliche Nährstoffe zur Verfügung. Dadurch, dass Milchschafe sehr häufig auf der Weide gehalten und gemolken werden, besitzt die Milch besonders viel konjugierte Linolsäure und im Vergleich zur Kuhmilch mehr kurz- und mittelkettige Fettsäuren.
Beruhend auf der EU-Richtlinie 2003/100/EG zur „Festlegung von Mindestanforderungen an die Aufstellung von Programmen zur Züchtung von Schafen auf Resistenz gegen übertragbare spongiforme Enzephalopathien“ und dem Tierzuchtgesetz, dass „die Leistungsfähigkeit der Tiere unter Berücksichtigung der Tiergesundheit erhalten und verbessert wird“, ist es Pflicht, dass Zuchttiere auf ihre Scrapieresistenz genotypiert werden. Da bestimmte Genotypen weniger anfällig gegenüber Scrapie sind, sollte diese bevorzugt zur Zucht eingesetzt werden. Mittels einer Ohrknorpel- oder Blutprobe ist eine schnelle und sichere Methode zur Genotypisierung gegeben.

## Gefährdung
Die Gesellschaft zur Erhaltung alter und gefährdeter Haustierrassen (GEH) hat diese Rasse in die Kategorie II (stark gefährdet) der Roten Liste (Stand 2022) eingestuft. Sie hat auch einen Koordinator für Schafe berufen.